# Marcus Grönholm
Marcus „Bosse“ Grönholm (* 5. února 1968 Kauniainen) je finský rallyeový jezdec, dvojnásobný mistr světa v kategorii WRC.
Svoji kariéru začal v motokrosu. S automobilem startoval až v 19 letech. Jeho prvním vozem byl Ford Escort. V roce 1987 se stal juniorským mistrem Finska. První soutěží mistrovství světa byla Finská rallye 1988. Ve stejném roce se stal Skandinávským mistrem a Mistrem Finska ve skupině N. Následovně začal startovat s vozem Toyota Celica GT-4. Prvním výrazným úspěchem bylo druhé místo ve Finsku v roce 1995. Od roku 1999 se stal jezdcem týmu Peugeot Sport. Směl ale startovat i s jinými vozy. Ve Švédsku startoval s vozem Seat Cordoba WRC a v Portugalsku s vozem Mitsubishi Lancer EVO VI. Na Rallye Velké Británie 1999 držel druhou pozici, ale ze soutěže odstoupil. V sezoně mistrovství světa v rallye 2000 zvítězil na několika soutěžích. Byla to Švédská rallye 2000, Rallye Nový Zéland 2000, Finská rallye 2000 a Australská rallye 2000. Stal se tak Mistrem světa a k titulu dopomohl i týmu Peugeot Sport. V sezoně mistrovství světa v rallye 2001 však vozy Peugeot 206 WRC nestačili konkurenci. V sezoně mistrovství světa v rallye 2002 se jeho týmovým kolegou stal Richard Burns. Grönholm pětkrát zvítězil. V sezoně mistrovství světa v rallye 2003 ho trápily technické problémy a od následujícího roku přešel tým na vozy Peugeot 307 CC WRC. Od sezony mistrovství světa v rallye 2006 se stal jezdcem týmu Ford M-Sport. Po sezoně Mistrovství světa v rallye 2007 svou kariéru ukončil

## Tituly
- Mistr Finska (kategorie N) – 1991
- Mistr Finska (kategorie A) – 1994, 1996, 1997, 1998
- Mistr světa (kategorie WRC) – 2000, 2002

## Vítězství ve WRC rally

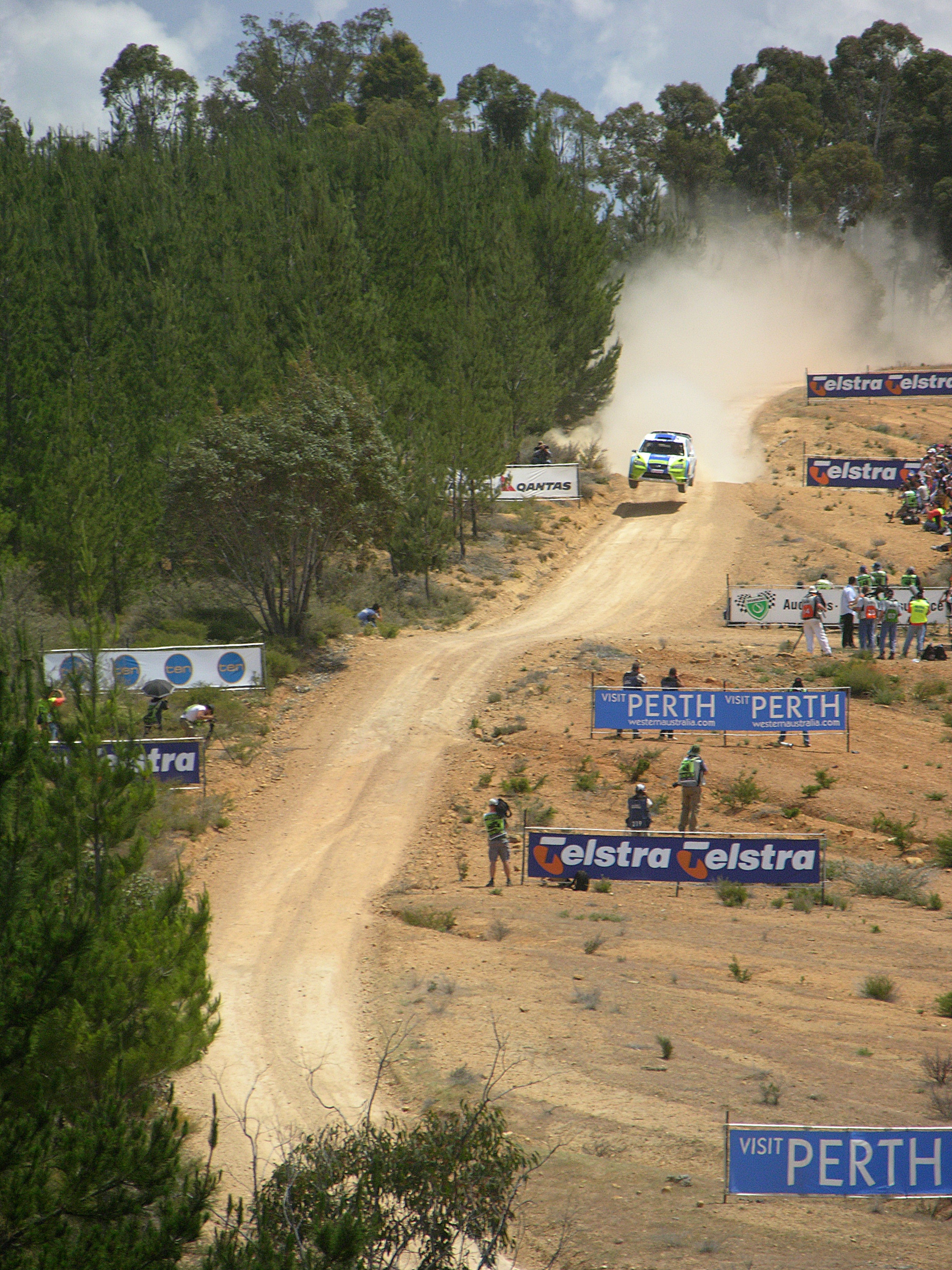
Grönholm při skoku na Rally Australia 2006.

| #  | Rallye                      | Sezóna | Spolujezdec     | Auto                 |
| -- | --------------------------- | ------ | --------------- | -------------------- |
| 1  | 49. Rallye Švédsko          | 2000   | Timo Rautiainen | Peugeot 206 WRC      |
| 2  | 30. Rallye Nový Zéland      | 2000   | Timo Rautiainen | Peugeot 206 WRC      |
| 3  | 50. Rallye Finsko           | 2000   | Timo Rautiainen | Peugeot 206 WRC      |
| 4  | 13. Rallye Austrálie        | 2000   | Timo Rautiainen | Peugeot 206 WRC      |
| 5  | 51. Rallye Finsko           | 2001   | Timo Rautiainen | Peugeot 206 WRC      |
| 6  | 14. Rally Austrálie         | 2001   | Timo Rautiainen | Peugeot 206 WRC      |
| 7  | 57. Rallye Velké Británie   | 2001   | Timo Rautiainen | Peugeot 206 WRC      |
| 8  | 51. Rallye Švédsko          | 2002   | Timo Rautiainen | Peugeot 206 WRC      |
| 9  | 30. Rallye Kypr             | 2002   | Timo Rautiainen | Peugeot 206 WRC      |
| 10 | 52. Rallye Finsko           | 2002   | Timo Rautiainen | Peugeot 206 WRC      |
| 11 | 32. Rallye Nový Zéland      | 2002   | Timo Rautiainen | Peugeot 206 WRC      |
| 12 | 15. Rallye Austrálie        | 2002   | Timo Rautiainen | Peugeot 206 WRC      |
| 13 | 52. Rallye Švédsko          | 2003   | Timo Rautiainen | Peugeot 206 WRC      |
| 14 | 33. Rallye Nový Zéland      | 2003   | Timo Rautiainen | Peugeot 206 WRC      |
| 15 | 23. Rallye Argentina        | 2003   | Timo Rautiainen | Peugeot 206 WRC      |
| 16 | 54. Rallye Finsko           | 2004   | Timo Rautiainen | Peugeot 307 WRC      |
| 17 | 55. Rallye Finsko           | 2005   | Timo Rautiainen | Peugeot 307 WRC      |
| 18 | 2. Rallye Japonska          | 2005   | Timo Rautiainen | Peugeot 307 WRC      |
| 19 | 74. Rallye Monte Carlo      | 2006   | Timo Rautiainen | Ford Focus RS WRC 06 |
| 20 | 55. Rallye Švédsko          | 2006   | Timo Rautiainen | Ford Focus RS WRC 06 |
| 21 | 53. Acropolis rallye        | 2006   | Timo Rautiainen | Ford Focus RS WRC 06 |
| 22 | 56. Rallye Finsko           | 2006   | Timo Rautiainen | Ford Focus RS WRC 06 |
| 23 | 7. Rallye Turecko           | 2006   | Timo Rautiainen | Ford Focus RS WRC 06 |
| 24 | 36. Rallye Nový Zéland      | 2006   | Timo Rautiainen | Ford Focus RS WRC 06 |
| 25 | 62. Rallye Velké Británie   | 2006   | Timo Rautiainen | Ford Focus RS WRC 06 |
| 26 | 56. Rallye Švédsko          | 2007   | Timo Rautiainen | Ford Focus RS WRC 06 |
| 27 | 4. Rallye Itálie - Sardinie | 2007   | Timo Rautiainen | Ford Focus RS WRC 06 |
| 28 | 54. Acropolis rallye        | 2007   | Timo Rautiainen | Ford Focus RS WRC 06 |
| 29 | 57. Rallye Finsko           | 2007   | Timo Rautiainen | Ford Focus RS WRC 07 |
| 30 | 37. Rallye Nový Zéland      | 2007   | Timo Rautiainen | Ford Focus RS WRC 07 |